# Receptor 5-HT6

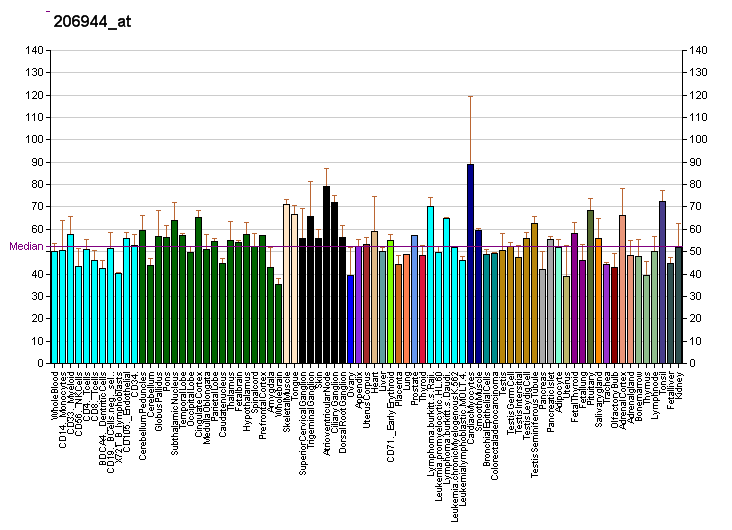
Padrão de expressão gênica do gene HTR6

O Receptor 5-HT6 é um dos vários receptores diferentes para a 5-hidroxitriptamina (Serotonina), um hormônio biogênico que funciona como um neurotransmissor.  A atividade desse receptor é mediada por proteínas G que estimulam o Adenilato ciclase. Tem uma alta afinidade por drogas psicotrópicas tricíclicas (por similaridade).
O  5-HT6 foi uma das mais recentes descobertas de receptores da 5-HT (serotonina). Antagonistas seletivas recentemente têm sido desenvolvidas e as potenciais funções agora estão se tornando aparentes. É expresso quase exclusiva no Sistema nervoso central, sendo abundantes em regiões do Sistema límbico e corticais. 
O receptor 5-HT6 parece regular a atividade gabaérgica, glutamatérgica e colinérgica. Está envolvido na cognição, peso corporal, alimentação, ansiedade, memória, convulsões e estado afetivo.

## Antagonistas
Os receptores 5-HT6 estão localizados exclusivamente no sistema nervoso central e constituem uma parte importante dos receptores de serotonina.  O bloqueio dos receptores 5-HT6 leva ao aumento da neurotransmissão no sistema glutamatérgico e colinérgico e facilita a liberação de dopamina e noradrenalina no Córtex pré-frontal

## Agonistas
Os agonistas 5HT6 WAY-181.187 e WAY-208.466 demonstraram ser ativos em casos de depressão , ansiedade e transtorno obsessivo-compulsivo (TOC) em roedores, e esses agentes podem ser úteis no tratamento para essas condições.  A ativação do receptor 5HT6 aumenta a neurotransmissão do gaba no cérebro de uma forma generalizada. Também dificulta a liberação da dopamina e noradrenalina no Córtex pré-frontal. A ativação indireta da 5HT6 pode desempenhar um papel nos benefícios terapêuticos dos antidepressivos serotonérgicos, como os inibidores seletivos da recaptação da serotonina (ISRS) e os antidepressivos tricíclicos (ADTs).